# 七日市陣屋
七日市陣屋（なのかいちじんや）は、江戸時代に上野国甘楽郡七日市村（現在の群馬県富岡市七日市）にあった七日市藩の藩庁（陣屋）。群馬県立富岡高等学校構内に現存する御殿の一部と中門（通称・黒門）が登録有形文化財となっている。

## 概要
陣屋を築いたのは加賀藩前田利家の五男・前田利孝である。大坂の陣では徳川方の徳川秀忠に属し、参戦し武功を挙げ、元和2年（1616年）七日市に1万石を与えられた。小規模な藩であったため、天保の大飢饉などの天災が相次いだ際は宗家である加賀藩の財政的な援助を受けざるを得ないような有様であった。
前田氏は12代利昭の代に明治維新を迎えた。戊辰戦争には新政府軍として戦った。七日市藩は明治4年（1871年）の廃藩置県で廃止となり、岩鼻県のち群馬県に編入された。
陣屋の規模は南北約300メートル、東西約400メートル、総面積36,223坪余（約119,536平方メートル）。大手門は現存する中門の150メートルほど東にあって、当時の下仁田街道（現在の国道254号）は大手の東で南に折れ蛇宮神社の南を通っていた。敷地の北側には水路、南側には空堀が巡っていた。大手には枡形があり、両側に6尺の石垣、さらにその上に5尺の塀を構えていた。
敷地の約3分の1にあたる14,020坪余が屋敷地で、中門の内側の藩庁でもある藩主屋敷（平屋、建坪約360坪）を中心として、ほかに家臣19家が屋敷を構えていた。屋敷地以外の約3分の2は畑地で、家臣自ら、また領民を小作として耕作されていた。
群馬県立富岡高等学校の北東にある御殿山は櫓台の跡とみられる。外周の土塁も残っている。

## 遺構
遺構として現地に御殿、中門が現存している他、大手門（下仁田町）、裏門（市内）、南門（市内）が移築現存している。
七日市陣屋は江戸時代に3度の火災で焼失しており、現存する御殿・黒門（中門）は前田利豁の時代、天保14年（1843年）に再建されたものとみられている。御殿は旧制富岡中学校の校舎として使われていたが、関東大震災の被害を受けた校舎を改築するのに伴い1932年（昭和7年）に改修を受けている。また1983年（昭和58年）現在の校舎を新築するために曳家移築されている。
現存部分は陣屋の中心となる建物のうち中門に近い表側の「御玄関」「御使者之間」「溜り之間」「二之間」「御書院」にあたる部分と考えられており、濡れ縁を屋内に取り込む、玄関部分を中央に付け替える、外壁を下見板張りとするなどの改造が加えられている。また「御書院」は1873年（明治6年）6月23日から24日にかけて英照皇太后・昭憲皇后の富岡製糸場行啓に際し宿泊所となった。
御殿と黒門は2018年（平成30年）11月2日に登録有形文化財となった。